# Asuridia metaphae
Asuridia metaphae là một loài bướm đêm thuộc phân họ Arctiinae, họ Erebidae.